# Saneczkarstwo na Zimowych Igrzyskach Olimpijskich 2014 – kwalifikacje

## Zasady kwalifikacji
Liczba miejsc do obsadzenia na igrzyskach jest ustalona przez Międzynarodowy Komitet Olimpijski. W zawodach weźmie udział maksymalnie 110 zawodników i zawodniczek. Narodowy komitet olimpijski może wystawić maksymalnie 10 reprezentantów. W konkurencji indywidualnej może wystartować maksymalnie 3 zawodników z jednego kraju, w dwójkach 2 duety oraz w konkurencji sztafet jedna drużyna.
Do igrzysk zakwalifikowali się zawodnicy, którzy w klasyfikacji Pucharu Świata w saneczkarstwie 2013/2014 do 31 grudnia 2013 zdobyli najwięcej punktów. Prawo startu otrzymały NKO, których zawodnicy znaleźli się wśród pierwszych 37 mężczyzn, 27 kobiet i 17 dwójek. Po jednym miejscu w każdej konkurencji otrzymali przedstawiciele gospodarzy.
Pozostałe 8 miejsc zostało przekazanych narodowym komitetom olimpijskim, które miały możliwość stworzenia sztafety przez wprowadzenie tych zawodników.

## Podsumowanie kwalifikacji

### Tabela kwalifikacji według kraju
| Reprezentacja                   | Mężczyźni | Dwójki | Kobiety | Sztafeta | Razem |
| ------------------------------- | --------- | ------ | ------- | -------- | ----- |
| Australia                       | 1         |        |         |          | 1     |
| Austria                         | 3         | 2      | 3       | X        | 10    |
| Bułgaria                        | 1         |        |         |          | 1     |
| Chińskie Tajpej                 | 1         |        |         |          | 1     |
| Czechy                          | 1         | 1      | 1       | X        | 4     |
| Francja                         |           |        | 1       |          | 1     |
| Holandia                        | 1         |        |         |          | 1     |
| Japonia                         | 1         |        |         |          | 1     |
| Kanada                          | 3         | 1      | 3       | X        | 8     |
| Kazachstan                      |           | 1      | 1       |          | 3     |
| Korea Południowa                | 1         |        |         |          | 1     |
| Łotwa                           | 3         | 2      | 2       | X        | 9     |
| Mołdawia                        | 1         |        |         |          | 1     |
| Niemcy                          | 3         | 2      | 3       | X        | 10    |
| Niezależni sportowcy olimpijscy | 1         |        |         |          | 1     |
| Norwegia                        | 3         |        |         |          | 3     |
| Polska                          | 1         | 1      | 2       | X        | 5     |
| Rosja                           | 3         | 2      | 3       | X        | 10    |
| Rumunia                         | 1         | 1      | 1       | X        | 4     |
| Słowacja                        | 1         | 2      | 1       | X        | 6     |
| Stany Zjednoczone               | 3         | 2      | 3       | X        | 10    |
| Szwajcaria                      | 1         |        | 1       |          | 2     |
| Tonga                           | 1         |        |         |          | 1     |
| Ukraina                         | 2         | 1      | 2       | X        | 6     |
| Włochy                          | 3         | 2      | 3       | X        | 10    |

### Mężczyźni
| Zawodników na NKO | Suma zawodników | Zakwalifikowani |
| ----------------- | --------------- | --- |
| 3                 | 24              | Austria Kanada Łotwa Niemcy Norwegia Rosja Stany Zjednoczone Włochy |
| 2                 | 2               | Słowenia Ukraina |
| 1                 | 12              | Australia Czechy Japonia Mołdawia Polska Rumunia Słowacja Szwajcaria Tonga Wielka Brytania Niezależni sportowcy olimpijscy (Indie) Korea Południowa Bułgaria Holandia Chińskie Tajpej Węgry |

- Indie (Niezależni Sportowcy Olimpijscy) i Korea Południowa otrzymały dodatkowe miejsca, ponieważ żadna reprezentacja nie była w stanie wykorzystać możliwości przyznania miejsca do zapełnienia sztafety.
- Słowenia i Wielka Brytania nie wykorzystały swoich miejsc, wobec tego 3 kolejne państwa (Bułgaria, Holandia i Chińskie Tajpej) otrzymały możliwość wystawienia swoich przedstawicieli. Holandia nie skorzystała z tego prawa, więc miejsce to przyznano Węgrom.

### Dwójki
| Zawodników na NKO | Suma zawodników | Zakwalifikowani                                              |
| ----------------- | --------------- | ------------------------------------------------------------ |
| 2                 | 28              | Austria Łotwa Niemcy Rosja Słowacja Stany Zjednoczone Włochy |
| 1                 | 12              | Czechy Kanada Polska Ukraina Rumunia Kazachstan              |

- Rumunia otrzymała miejsce, aby mogła zapełnić sztafetę. Żadna inna reprezentacja nie mogła tego zrobić, więc pozostałe miejsce przyznano Kazachstanowi, który był pierwszy na liście oczekujących w rankingu.

### Kobiety
| Zawodniczek na NKO | Suma zawodniczek | Zakwalifikowani                                       |
| ------------------ | ---------------- | ----------------------------------------------------- |
| 3                  | 18               | Austria Kanada Niemcy Rosja Stany Zjednoczone Włochy  |
| 2                  | 6                | Łotwa Polska Ukraina                                  |
| 1                  | 4                | Francja Rumunia Słowacja Szwajcaria Kazachstan Czechy |

- Czechy otrzymały miejsce, aby mogli zapełnić sztafetę. Żadna inna reprezentacja nie mogła tego zrobić, więc pozostałe miejsce przyznano Kazachstanowi, który był pierwszy na liście oczekujących w rankingu.

### Sztafeta
| Kryterium                                                | Zespołów | Zakwalifikowani                                                                    |
| -------------------------------------------------------- | -------- | ---------------------------------------------------------------------------------- |
| Zawodnicy zakwalifikowani w każdej konkurencji           | 10       | Austria Łotwa Kanada Niemcy Polska Rosja Słowacja Stany Zjednoczone Ukraina Włochy |
| Dodatkowe miejsca przyznane w celu uzupełnienia sztafety | 2        | Czechy Rumunia                                                                     |